# Сёстры Сун
Сёстры Сун
Сёстры Сун (кит. трад. 宋家姊妹, упр. 宋家姐妹, пиньинь Sòngjiā Jiěmèi, палл. Сунцзя Цземэй) — три сестры, сыгравшие значительную роль в истории Китая в XX веке. Каждая из них была женой крупного политического деятеля.
Согласно распространённому крылатому выражению, «одна из них любила деньги, одна любила власть и одна любила Китай» (кит. трад. 一個愛錢、一個愛權、一個愛國, упр. 一个爱钱、一个爱权、一个爱国, пиньинь yí ge aì qián, yí ge aì quán, yí ge aì guó, палл. И гэ ай цянь, и гэ ай цюань, и гэ ай го).
- Сун Айлин (1890—1973), «любившая деньги», была женой состоятельного бизнесмена и премьер-министра Китая в 1938—1939 годах Кун Сянси.
- Сун Мэйлин (1898—2003), «любившая власть», была женой лидера Гоминьдана и президента Китайской Республики Чан Кайши.
- Сун Цинлин (1893—1981), «любившая Китай», была женой первого президента Китая (1 января 1912 — 1 апреля 1912) Сунь Ятсена; незадолго до смерти стала почётным Председателем КНР.

О высоком положении семьи можно судить по тому, что их брат, Сун Цзывэнь, был одним из крупнейших китайских бизнесменов своего времени. История семьи Сун оказалась столь примечательна, что стала предметом экранизации (1997, «Сёстры Сун» 宋家皇朝). В оригинале китайское название говорит о Сун не как о «фамилии», а как о «династии», что не лишено оснований.